# Amy Richlin
Amy Ellen Richlin, née le 12 décembre 1951, est un professeur du département de lettres classiques de l'université de Californie à Los Angeles (UCLA). Ses domaines de spécialisation comprennent la littérature latine, l'histoire de la sexualité et la théorie féministe.

## Carrière académique
Richlin a étudié au Smith College, puis a été transférée à l'université de Princeton en 1970. Elle a obtenu son diplôme en 1973 en faisant partie de la première classe mixte à y étudier, où elle a ensuite fondé le Princeton University Women's Crew, avant de passer son doctorat à l'université Yale, où elle a rédigé sa thèse sur les Termes et Thèmes Sexuels dans la Satire Romaine et les Genres Apparentés. 
Depuis 1977, elle a enseigné à l'université Rutgers (1977-1979), au Dartmouth College (1979-1982), à l'université Lehigh (1982-1989) et à l'université de Californie du Sud (1989-2005), avant de rejoindre l'université de Californie à Los Angeles. Elle a pris sa retraite de l'université de Californie, à Los Angeles, après 45 ans d'enseignement en 2022.

## Ouvrages
Son premier ouvrage est The Garden of Priapus : Sexuality and Aggression in Roman Humor (1983 ; rev 1992). Elle a développé ce thème dans des ouvrages collectifs, notamment Pornography and Representation in Greece and Rome (1992) et Feminist Theory and the Classics (coédité avec Nancy Sorkin Rabinowitz, 1993),. Elle a publiquement cité la spécialiste australienne des classiques, Suzanne Dixon, comme ayant eu une grande influence sur la formation de son travail sur la politique du genre. Richlin a été la première à publier le mot fuck dans la revue Classical Philology,.
Dans Rome and the Mysterious Orient, Richlin a traduit trois œuvres — Curculio, Persa et Poenulus — du dramaturge romain Plaute (en utilisant notamment des « références tirées de la culture pop américaine » pour rendre Plaute plus compréhensible pour le public moderne),. 
Par exemple, le texte traduit conventionnellement par : « L'amant qui s'est lancé pour la première fois sur les routes de l'amour avec une bourse vide s'est engagé dans des travaux plus difficiles que ceux d'Hercule. » A été traduit par Richlin par : « Le type qui s'est lancé le premier sur la route de l'amour sans fric, ce gars a dû traverser bien plus de merde que tous les travaux d'Hercule. » « Sa traduction du Rudens de Plaute a été adaptée dans une pièce intitulée Tug of War, jouée à la Villa Getty en 2007,. »
Richlin s'est également engagée dans un projet à long terme sur les lettres amoureuses du jeune Marc Aurèle et de son professeur, Fronton, avec Marcus Aurelius in Love publié en 2007.